# Ichneumon centrator
Ichneumon centrator là một loài tò vò trong họ Ichneumonidae.